# Фома Славянин
Фома Славянин или лже-Константин (ок. 760 — октябрь 823) — вождь одной из самых крупных гражданских войн в Византийской империи, имевшей место в 821—823 годах. Выдавал себя за императора Константина VI, якобы избегшего ослепления и спасшегося невредимым от козней матери Ирины.
Подробностей его биографии сохранилось мало. Известно, он происходил из славян, переселённых в Малую Азию, и имел титул турмарха (военачальника) одной из фем на данном полуострове.
Восстание под руководством Фомы, который провозгласил себя императором Константином VI, охватило значительную часть территории Малой Азии, а также балканские провинции империи, где был высок процент славянского населения (Македония, Фракия). Причиной восстания формально стало требование восстановления почитания икон, которое за шесть лет до начала восстания было вновь запрещено императором-иконоборцем Львом V Армянином. Фактической же причиной восстания стало беззащитное положение крестьян перед новым классом византийских феодалов — военачальников-динатов, подчинявших себе свободных крестьян, требуя от них уплаты высоких налогов.
Дворцовый переворот в Константинополе был выгоден Фоме Славянину. Замешательство в рядах сторонников Льва V, боявшихся репрессий со стороны нового императора Михаила II, помогло Фоме привлечь на свою сторону местный аппарат власти на захваченных территориях; он получил большие средства, присвоив налоговые поступления и создал прочную материальную базу для дальнейшего развития движения. Восстание охватило почти всю Малую Азию, часть Фракии и Македонии. Кроме того самозванец захватил царский флот, овладел Мраморным морем и Босфором. Уже к 821 г. почти весь восток Византии находился под контролем мятежников.
В халифате Фома объявил себя Константином VI. После чего арабы организовали в Антиохии торжественное коронование самозванца и тут же стали собирать наемную армию из различных народностей Востока.
В декабре 821 года армия восставших под руководством Фомы дошла до Константинополя и осадила его; осада продолжалась более года. Византийский император Михаил II в 823 году призвал на помощь болгарского хана Омуртага, войска которого разбили восставших под стенами византийской столицы. Фома с оставшимися войсками отступил в Аркадиополь, который вскоре, однако, был взят византийцами, а сам вождь восставших был выдан императору и казнён: Фоме отрубили руки и ноги, а сам он был посажен на кол.

## Галерея миниатюр изМадридского Скилицы

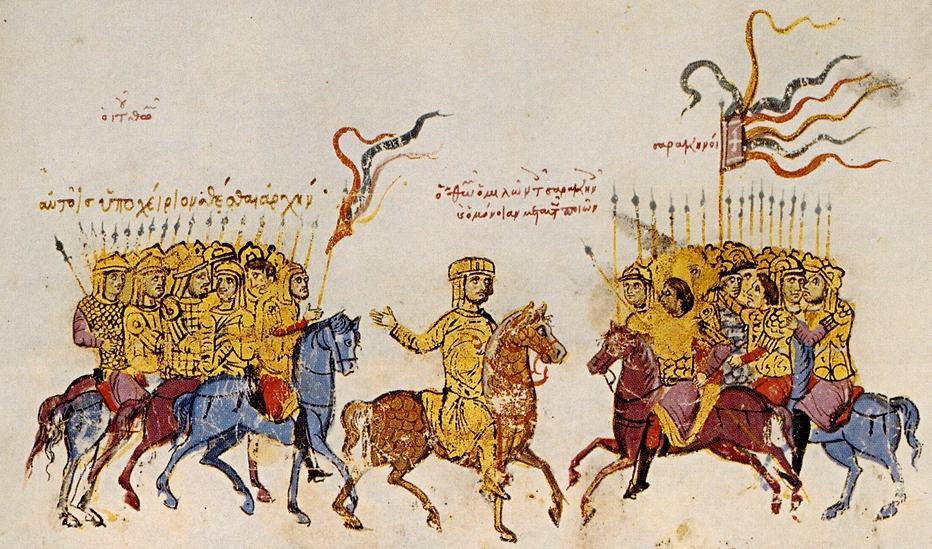
Фома Славянин договаривается о поддержке с арабами
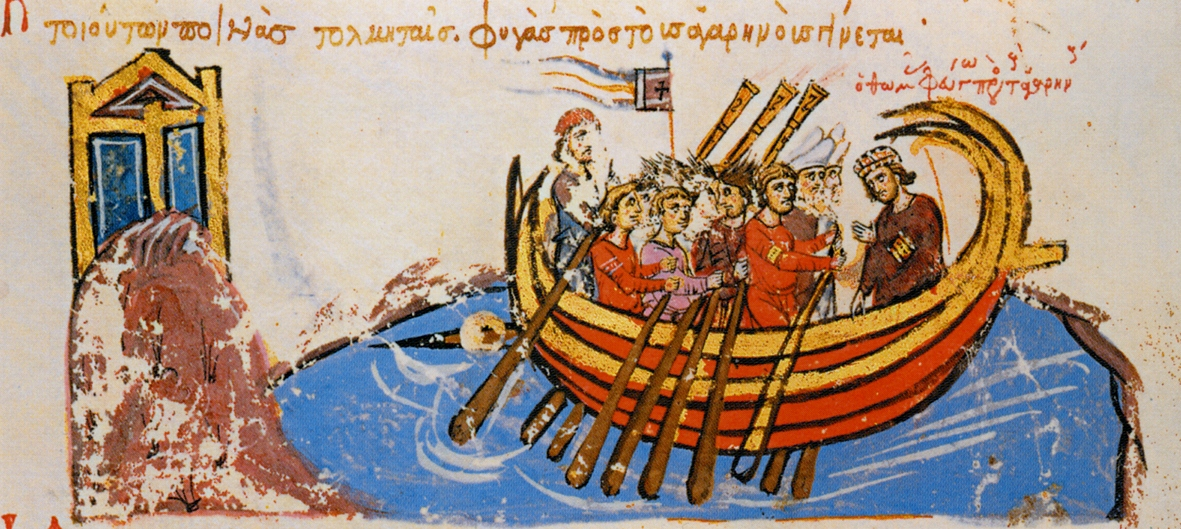
Фома Славянин бежит к арабам
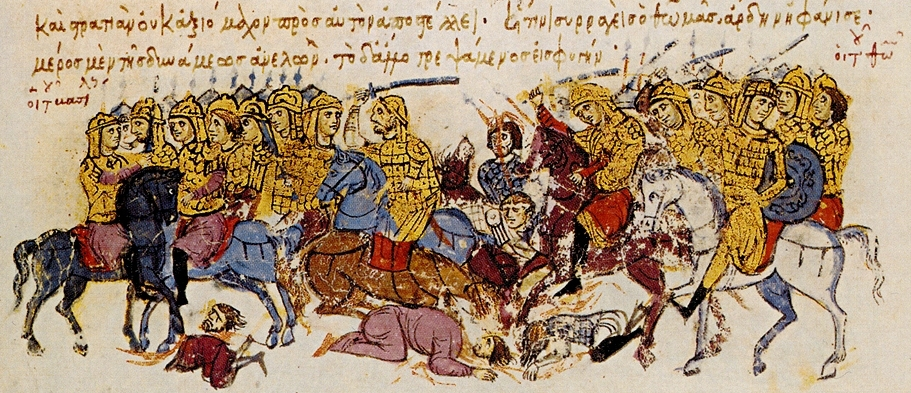
Войска Фомы наносят поражение силам, верным Михаилу II
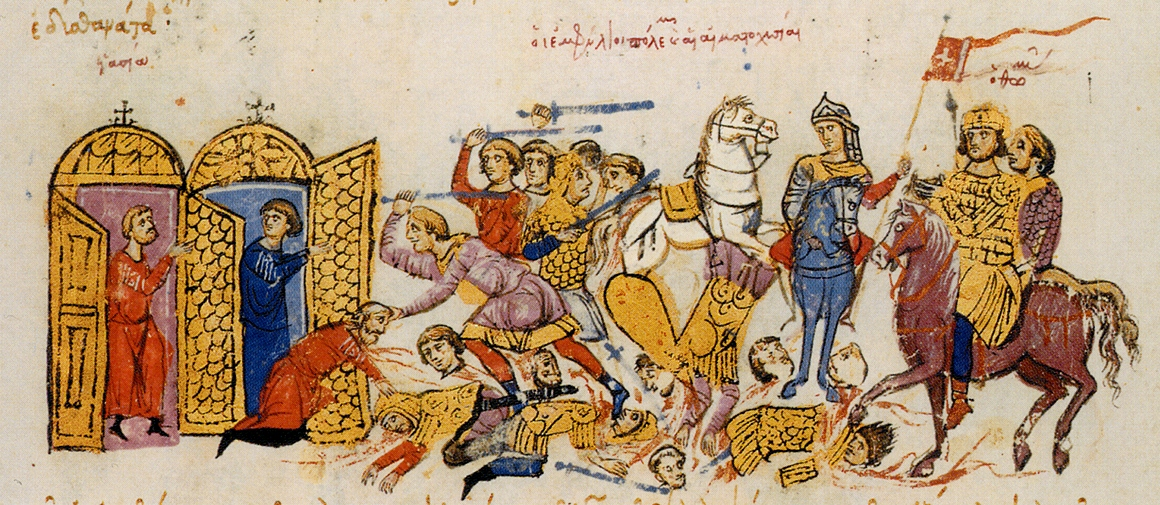
Захват города в Малой Азии войсками Фомы
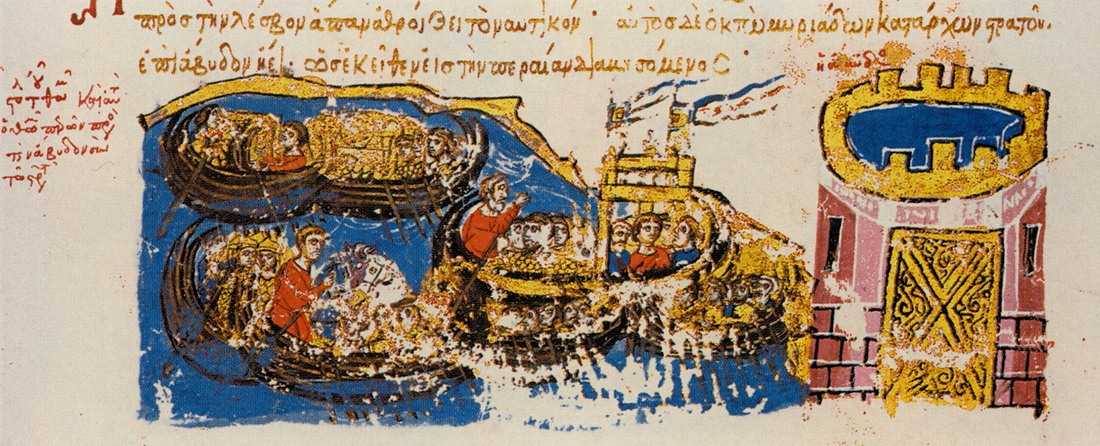
Фома и его флот переправляются из Абидоса во Фракию
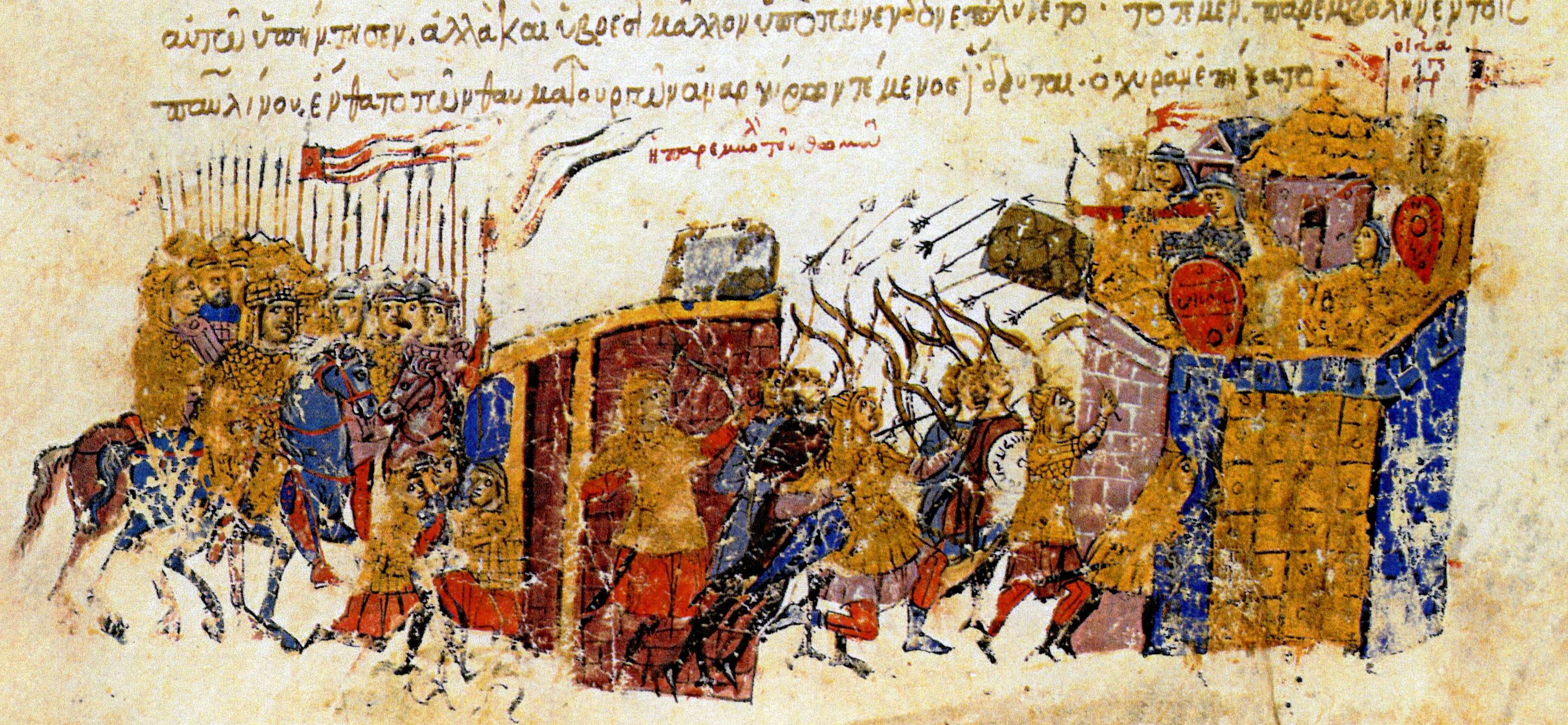
Фома Славянин со своей армией атакует Константинополь весной 822 года
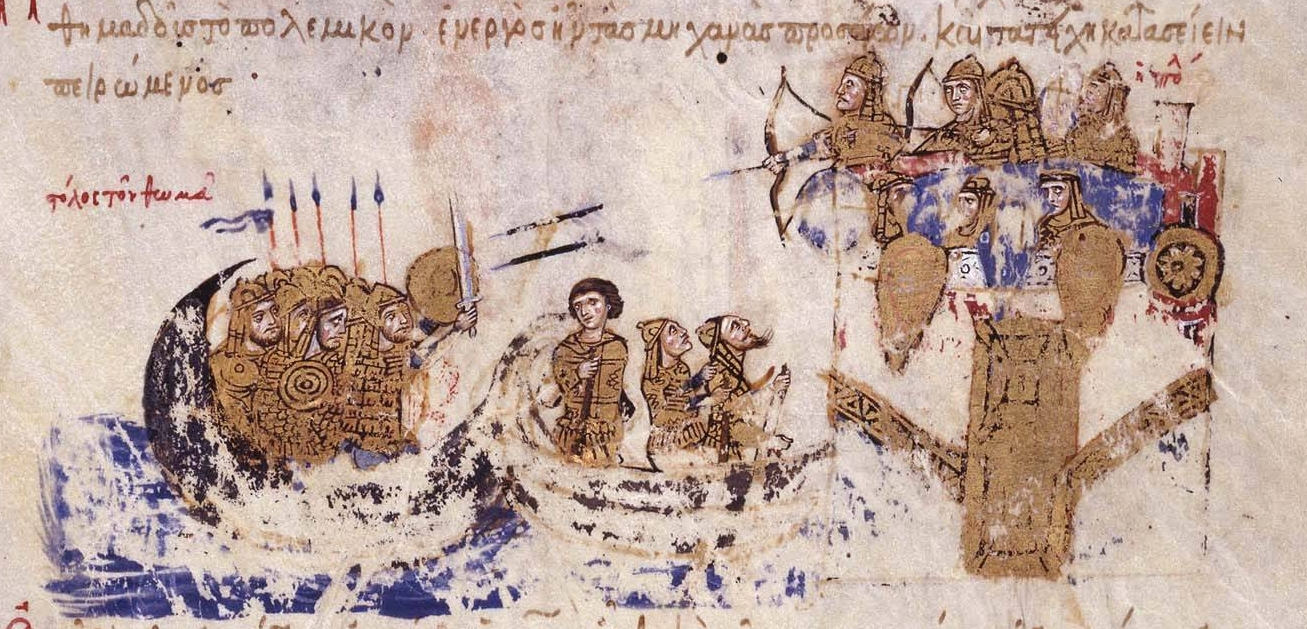
Отражение атаки флота Фомы на стенах морского побережья Константинополя
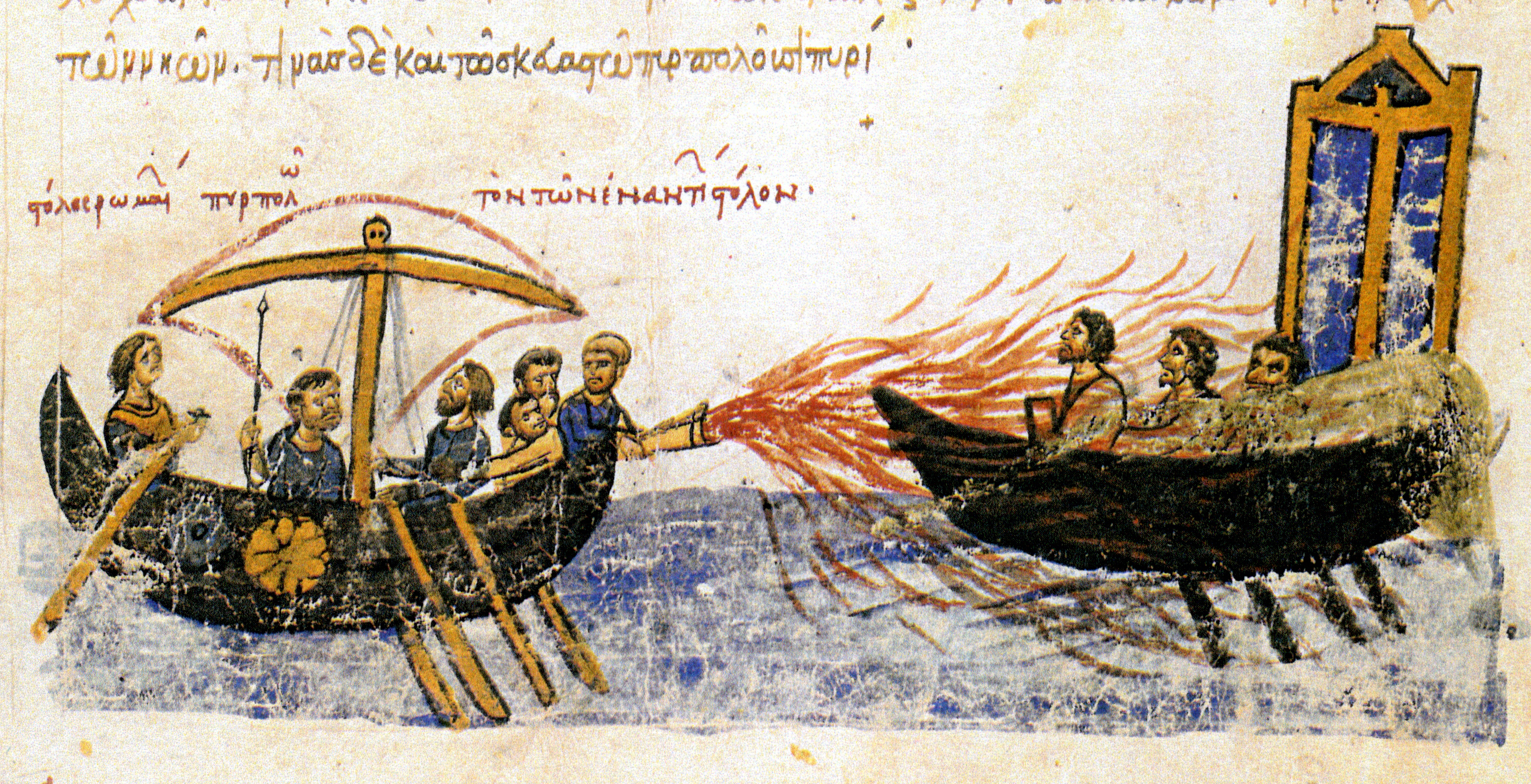
Флот Михаила уничтожает корабли Фомы греческим огнём
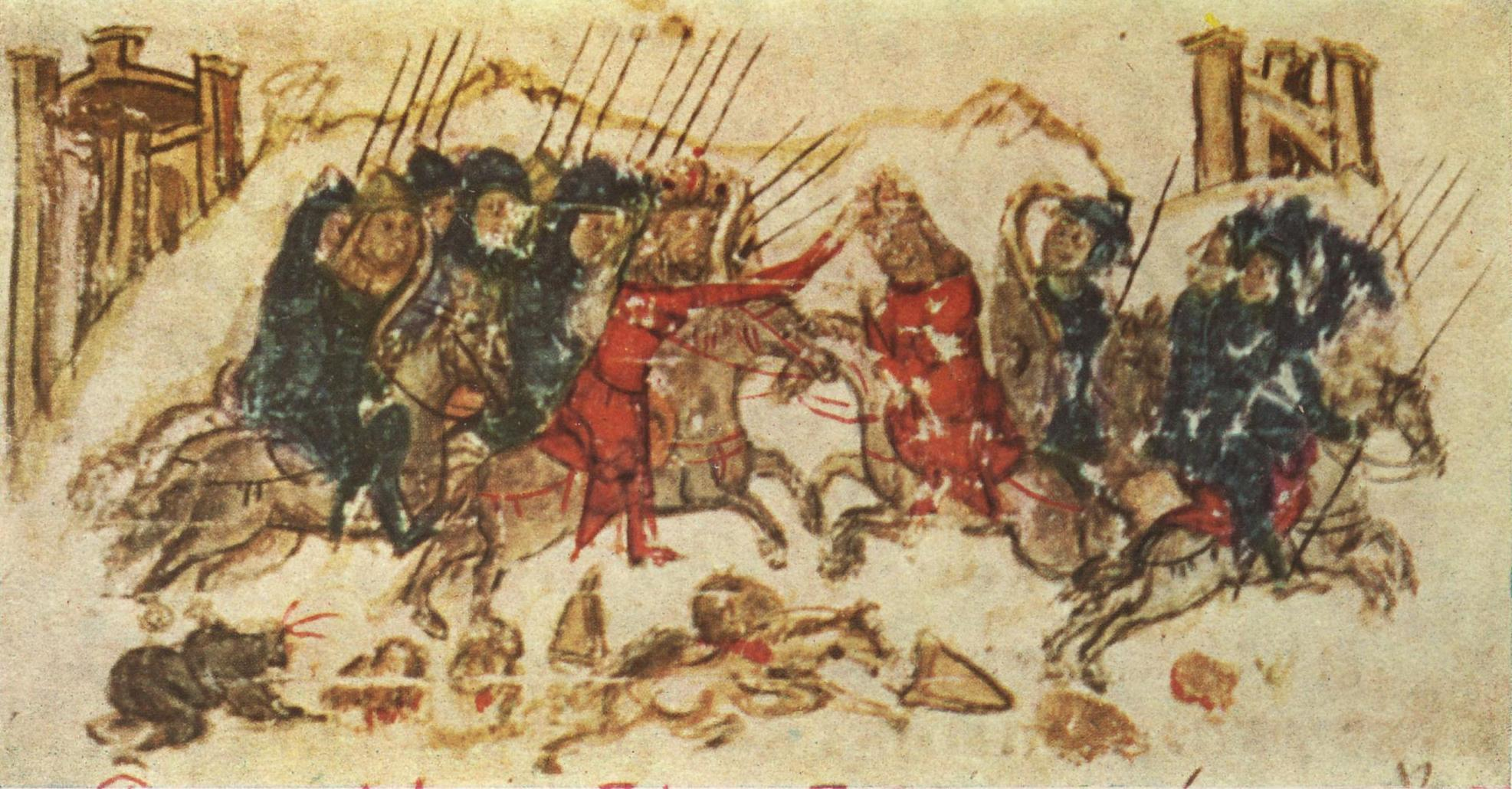
Император Михаил II наносит поражение Фоме Славянину
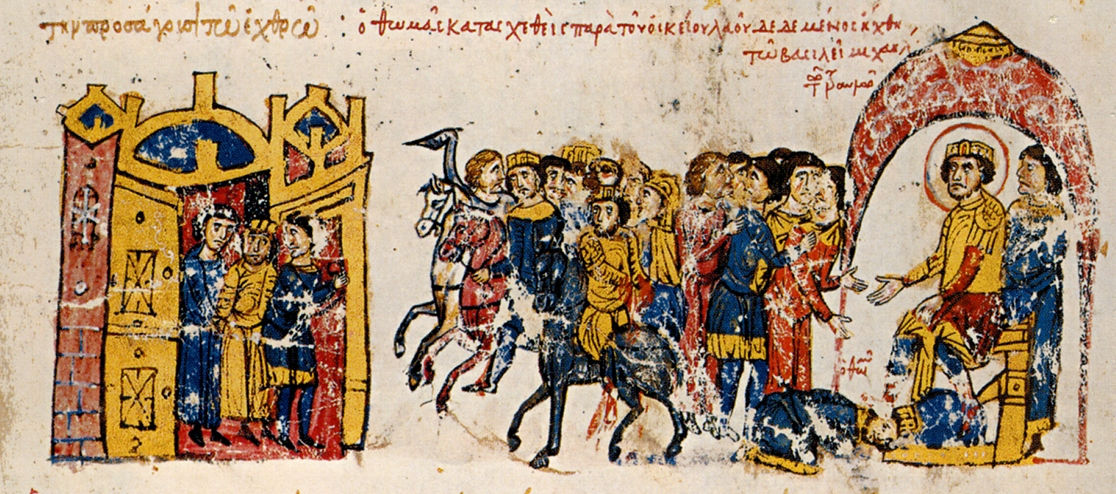
Фома Славянин пленён и на коленях перед императором Михаилом II (два отдельных изображения)